# Violant de Perellós
Violant de Perellós, o de Perellors (? - Vallbona de les Monges, 24 d’agost de 1422), fou una monja cistercenca, abadessa de Santa Maria de Vallbona.
Era membre d’una familia d’almiralls i diplomàtics vinculada a Alfons el Magnànim, originària del Rosselló. Filla de Francesc de Perellós, tingué com a germans Francesc de Perellós, que donà origen a la línia valenciana dels Rabassa de Perellós, i potser també Ramon II, que heretà els títols paterns, i l'arquebisbe d’Embrun Miquel de Perellós.
Violant de Perellós havia estat dama de Violant de Bar i després monja de Valldonzella, abans de ser abadessa de Santa Maria de Vallbona. Era una monja extraordinàriament cultivada i de les més cultes que hi ha hagut a Vallbona.  

## El seu abadiat
És el primer i únic cas que es coneix a Vallbona d'influència del rei en l'Església –o regalisme. El rei Alfons pressionà prop del papa Martí V per tal que l'abat de Poblet procurés que Violant de Perellós en fos escollida abadessa. Per mitjà d'una carta de 30 de maig de 1419 adreçada al rei Alfons a través de la Cancelleria Reial, la priora i les monges de Vallbona acceptaren l'ordre d'elegir abadessa sor Violant de Perellós, aleshores monja de Valldonzella. L'Aranzel del monestir pogué enregistrar que fou escollida per unanimitat. Però morí molt prematurament i el període del seu abadiat va resultà molt breu, de poc més de dos anys i vuit mesos.

## La llosa sepulcral
La seva és la quarta llosa sepulcral del primer grup que es troba entrant a la Sala capitular. A més del bàcul amb el panisellus –o vel abacial–, hi ha el senyal heràldic familiar: tres peres dins d'un escut apuntat, dins de cercles lobulats; un senyal repetit tres cops a banda i banda del bàcul.